# Правові школи у США
Правова (юридична) школа у Сполучених Штатах Америки — це заклад, де студенти після ступеня бакалавра здобувають професійну юридичну освіту.
Юридичні школи в США надають ступінь доктора права (J. D), який є професійним докторським ступенем, і для більшості практиків останнім. Хоча більшість юридичних шкіл пропонує лише традиційну трирічну програму, кілька американських юридичних шкіл пропонують програму прискореного отримання доктора права.
Інші ступені, які присуджуються, включають магістра права (LL.M). і доктора права (J. S. D. або S. J. D.), які діють на міжнародному рівні. Більшість юридичних шкіл — коледжі, школи або інші утворення у межах вищих навчальних закладів, таких, як університет. Юридична освіта в Сполучених Штатах дуже відрізняється від своїх аналогів, що існують у багатьох інших країнах світу.

## Вступ
У Сполучених Штатах у більшості юридичних шкіл для вступу потрібно мати ступінь бакалавра, задовільний студентський середній бал (GPA) і задовільний результат на вступному тесті до правової школи (Law School Admission Test (LSAT)) як передумови для допуску. У деяких штатах, що мають невизнані Американською асоціацією правників або акредитовані штатом школи, існують вимоги, відповідно до яких повинно бути 90 заліків до ступеня бакалавра. Додаткові особисті характеристики оцінюються за допомогою есе, відповідей на питання «так» чи «ні», рекомендаційних листів та інших додатків. Стандарти оцінок та балів LSAT варіюються від школи до школи.
Хоча студентський середній бал (GPA) і бали за вступний тест до юридичної школи (Law School Admission Test (LSAT)) — найбільш важливі показники, що розглядаються комітетами з прийому в юридичну школу, також враховуються персональні характеристики. Іноді як факультативний, другорядний фактор використовуються інтерв'ю — особисте, або через скайп.
Багато юридичних шкіл активно шукають претендентів за межами традиційного середовища з метою підвищити расову, економічну і досвідну різноманітність в кампусі. Більшість юридичних шкіл враховують тепер при оцінці претендентів зайнятість у позаучбовій діяльності, досвід роботи і участь в унікальних курсах досліджень. Усе більше число абітурієнтів має декілька років досвіду роботи, і відповідно меншість студентів юридичного факультету вступає одразу після одержання неповної вищої освіти.
Багато юридичних шкіл пропонують багатьом своїм студентам солідні стипендії і гранти, істотно зменшуючи реальну вартість навчання у юридичній школі. Деякі юридичні школи надають стипендію за умови наявності певного середнього балу (GPA (Grade Point Average)), В той час як система фінансової допомоги кожної школи працює по-різному, існує емпіричне правило, що стосується середнього балу і оцінки за тест (LSAT): у студента, бали і оцінка за тест якого вищі, ніж у більшості студентів, яких допускають в цю школу, є хороший шанс для отримання стипендії у нижче оцінюваній школі. Аналогічно, деякі студенти юридичного факультету вибирають нижче оцінювані школи через неможливість потрапити до вище оцінюваних шкіл через низький середній бал та оцінки за вступний тест і потім перейти в кращі школи після їх першого року навчання, за умови, що вони отримали добрі оцінки на першому році юридичної школи.
У 2008 було 142,922 студента, зареєстрованих для отримання ступеня Juris Doctor в 200 юридичних школах, схвалених Американською Асоціацією Правників, 53 % чоловіків і 47 % жінок.

## Акредитація
Умовою допущення до іспиту до адвокатури переважна більшість адвокатських асоціацій штатів вимагає, щоб юридична школа претендента була акредитована Американською асоціацією адвокатів. Ця Асоціація оприлюднила детальні вимоги, що охоплює кожен аспект юридичної школи, аж до змісту юридичної бібліотеки і мінімальної кількості хвилин навчання, потрібної для отримання ступеня в галузі юриспруденції. З липня 2008 налічується 199 акредитованих Американською асоціацією правників юридичних шкіл, які присуджують ступінь Juris Doctor, 193 з яких з повною акредитацією і 6 з тимчасовою акредитацією. Юридичний Центр Головного військового прокурора (The Judge Advocate General's Legal Center) і Школа в Шарлоттсвіллі, Вірджинія, школа, яка знаходиться під управлінням армії Сполучених Штатів, яка ввела програму отримання ступеня для військових юристів, також має акредитацію Асоціації Правників.
Неакредитовані школи мають набагато нижчий показник кількості випускників, допущених до адвокатури, аніж акредитовані Асоціацією юридичні школи і не надають дані про результати працевлаштування до Асоціації.

## Навчальний план
Студенти юридичного факультету називаються як 1ls, 2ls, і 3ls відповідно до їх року навчання. У Сполучених Штатах Американська асоціація правників не встановлює особливий навчальний план для студентів першого року навчання. Стандарт Асоціації № 302 (a) (1) вимагає тільки вивчення «матеріального права», яке приведе «до успішної та відповідальної роботи за спеціальністю». Проте у більшості юридичних шкіл є свій власний обов'язковий навчальний план для першокурсників, який, як правило, включає:
- Цивільний процес (Федеральні процесуальні норми Цивільного процесу)
- Конституційне право (конституція Сполучених Штатів, особливо П'ята і Чотирнадцята Поправки)
- Контракти (стаття 2 (продажі) Уніфікованого торгового кодексу і Рістейтмент (другий) щодо контрактів)
- Кримінальне право (Загальне право і Модельний Кримінальний кодекс)
- Власність (Загальне цивільне право і Рістейтмент щодо власності)
- Правопорушення (Загальне право, Рістейтмент (2й), Рістейтмент (3й) щодо правопорушень)
- Дослідження у сфері права
- Складання юридичних документів (включаючи об'єктивний аналіз, переконливий аналіз і посилання на рішення).

Ці базові курси призначені, щоб створити загальне уявлення про вивчення права. Не усі акредитовані Асоціацією юридичні школи пропонують усі ці курси в 1-й рік; наприклад, багато шкіл не пропонують конституційне право і/або кримінальне право до другого і третього курсу. Більшість шкіл також вимагають вивчення Доказування, але рідко пропонують цей курс студентам першого року навчання. Деякі школи об'єднують дослідження в області права і складання юридичних документів в єдиний річний курс, який може також включати невеликий курс усної аргументації.
Оскільки навчальний план першого курсу завжди фіксований, більшість шкіл не дозволяють студентам вибирати свої власні графіки курсу.
Після першого року студенти юридичного факультету взагалі вільно обирають різні галузі права, такі як адміністративне право, корпоративне право, міжнародне право, морське право, право інтелектуальної власності і податкове право.
Завершення вузу — упевнений результат для більшості студентів, які платять за навчання, поводяться благородно і відповідально, підтримують мінімальну кількість балів за семестр і середній бал, беруть необхідні курси верхнього підрозділу, і успішно закінчують установлену кількість предметів до кінця їх шостого семестру.
Американська Асоціація Правників також вимагає, щоб усі студенти узяли курс етики професійної відповідальності. Як правило, це — курс верхнього рівня; більшість студентів беруть його на 2-му році навчання. Ця вимога була додана після Уотергейтского скандалу, який серйозно зашкодив загальній репутації професії, тому що президент Річард Ніксон і більшість його сумнівних соратників були юристами. Асоціація бажала продемонструвати, що професія юриста може реабілітуватися і сподівалася запобігти прямому федеральному регулюванню професії.
З 2004 р., щоб гарантувати, що навички студентів з правових досліджень та складання документів не зіпсувались, Американська Асоціація додала курс письмового складання документів. Студенти юридичного факультету повинні узяти принаймні один курс або закінчити окремий навчальний проект (під час 2L або 3L), що передбачає залік у формі написання письмової роботи.
Більшість правових курсів присвячені менше доктрині і більше тому, як аналізувати правові проблеми, розбирати судові справи, відбирати факти і застосовувати закон до фактів.

## Оцінювання, атестація і рейтинг середніх балів
Оцінки в юридичній школі дуже конкуруючі. У більшості юридичних шкіл показники першого року (1l) значно нижчі, ніж на курсах, узятих після першого року юридичної школи.
Багато шкіл використовують «середню» систему атестації, яка може варіюватися від «медіан B, — plus» до «медіан C — minus». Деякі викладачі зобов'язані визначити, який іспит або документ були серединою з точки зору якості, поставити відповідну оцінку залежно від використовуваної системи і потім оцінити інші іспити, виходячи з того, наскільки краще або гірше вони складені, ніж середній. Деякі школи, такі як Єльська школа права, юридичний факультет Стенфордского університету, Гарвардська школа права і Каліфорнійський університет, юридичний факультет Університету Берклі і Юридична школа Північно-Східного університету мають альтернативні системи атестації, які менше акцентують (чи взагалі не акцентують) уваги на розряді. Інші школи, такі, як Юридична школа Нью-Йорка Фордхем, використовують набагато вимогливішу систему атестації, в якій певний відсоток студентів одержує певну відповідну оцінку. Наприклад, така система може зобов'язувати викладачів присуджувати мінімальну і максимальну кількість A і F (наприклад. 3.5 %/7% А і 4.5 %/10% Ф). Багато викладачів дратуються через відсутність розсуду у таких системах. «Медіанна» система прагне забезпечити певний паритет шкал оцінювання різних викладачів, надаючи їм можливість поставити оцінку нижче середньої, лише якщо студент цього заслуговує.

## Прискорені програми отримання ступеня JD
Прискорена програма може стосуватися одного з наступних варіантів:
- Програма, яка об'єднує ступінь бакалавра зі ступенем доктора («3+3 програми JD» або «BA до програми JD»).
- Дворічний ступінь JD, який пропонується в стислий період, окремо від ступеня бакалавра («2-річна програма JD»).

У результаті занепокоєння студентів з приводу часу і вартості, необхідних для отримання ступеня в області юриспруденції, почала з'являтися тенденція розвитку прискореного отримання ступені доктора юридичних наук.

## Педагогічні методи
Освіта більшості юридичних шкіл в Сполучених Штатах ґрунтується на стандартах, розвинених Христофором Колумбом Ленгделлом і Джеймсом Барр Еймсом у Гарвардській школі права впродовж 1870-х. Професори зазвичай ведуть дебати в класі по проблемах у відібраних судових справах, зібраних в «журнали» для кожного курсу. Традиційно, професори права прийняли рішення не читати лекції екстенсивно і замість цього використовують метод Сократа, щоб змусити студентів викладати один одному ґрунтуючись на їх власному розумінні теорії права і фактів відповідної судової справи.
Багато юридичних шкіл продовжують використовувати метод Сократа, що полягає у зверненні до студентів у довільному порядку, у запитуванні його або її про аргумент, приведений в визначеній справі, з'ясування у студента, чи погоджується він або вона з аргументом і у використанні серії питань, розроблених, щоб виявити логічні недоліки в аргументації студента. Екзамени зазвичай полягають у тому, що студенти інтерпретують обставини гіпотетичного випадку, визначають, як теорія права застосовується до випадку, а потім пишуть есе. Цей процес покликаний навчити студентів методам обґрунтування, необхідним для правильної інтерпретації теорій, статутів і прецедентів, визначення їх застосовності до ви певних фактів, що здійснюється в усній та письмовій формах. Навпаки, більшість країн континентального права базують свою правову освіту на професорських лекціях і усних іспитах, які більше підходять при пануванні складних цивільних кодексів.
Такий спосіб навчання часто дезорієнтує студентів-першокурсників, які звикли до конспектування лекцій викладачів. Більшість збірників прецедентів чітко не окреслюють право; замість цього вони змушують студента інтерпретувати випадки і самостійно виписувати основні юридичні ідеї зі справ. В результаті багато видавців продають підручники, які коротко підсумовують фундаментальні поняття кожної галузі права, і якісні підручники високо цінуються багатьма студентами, хоча деякі викладачі перешкоджають їх використанню.
Юридична педагогіка також зазнала критики вченими. Наприклад Алан Вотсон критикував її в книзі «Ганьба Правового виховання» (англ. The Shame of Legal Education). Деякі юридичні школи, наприклад Юридична школа Савани, змінили підхід і створили співробітницьке навчальне середовище, щоб дозволити студентам працювати безпосередньо один з одним і з викладачами з метою моделювання роботи в команді правників, що працюють над справою.
З метою складання іспиту до адвокатури штату (state bar examinations), деякі випускники юридичної школи знаходять навчання в юридичній школі невідповідним і проходять приватні спеціалізовані адвокатські оглядові курси. Ці адвокатські огляди, як правило, складаються з лекцій, часто фіксуються на відео.

## Історія
До кінця 19-го століття юридичні школи не були поширеними в Сполучених Штатах. Більшість людей ставало юристами за допомогою «читання права», форми самостійної підготовки, часто під спостереженням досвідченого правника. Ця практика зазвичай складалася з читання класичних правових документів, таких як «Інститути права Англії» Едварда Коука і «Коментарів до законів Англії» Уільяма Блекстоуна.
У колоніальній Америці, як і у Великій Британії у той час, юридичних шкіл не існувало. Впродовж декількох років після американської Революції деякі університети, такі як Коледж Вільгельма і Марії та Університет Пенсильванії встановили " Chair in Law ". Колумбійський університет призначив свого першого професора права, Джеймса Кента, в 1793. Ті, хто зайняв ці позиції, були єдиними розповсюджувачами правового виховання (по суті) для власних установ — хоча право, звичайно, обговорювалося в інших академічних осередках як предмет навчального курсу — і читали лекції, розроблені, щоб доповнити, а не замінити учнівство.
Першою установою, заснованою лише з метою викладати право, була Юридична школа Лічфілда, яку відкрив суддя Tapping Reeve в 1784 р., щоб організувати велику кількість зацікавлених потенційних учнів або слухачів лекцій. Незважаючи на успіх тієї установи і подібних програм, заснованих після того в Гарвардському, Єльському (1843) і Колумбійському (1858) університетах, відвідування юридичної школи лишалося рідкісним винятком у цій професії. Учнівство було нормою до 1890-х, аж поки Американська асоціація адвокатів (яка була сформована в 1878) почала вимагати у штатів обмежити прийом до колегії адвокатів для тих, хто задовільно закінчив декілька років післядипломної освіти. У 1906 р., Асоціація американських юридичних шкіл затвердила необхідну умову, яка передбачала трирічний курс навчання у юридичних школах.

## Історія жінок в юридичній школі
Жінкам не дозволялось навчатись у більшості юридичних шкіл впродовж кінця 1800-х і початку 1900-х. Першою жінкою у письмових згадках, яка отримала ступінь в сфері юриспруденції, була Ада Кеплі з Коледжу права в Іллінойсі (Північно-Західному) в 1870. Деякими юридичними школами, які дозволили навчатись жінкам, до того як більшість інших шкіл це зробила, були Юридична школа Буффало яка «відкрилась в 1887… і приймала жінок і іммігрантів»; університет Айови, який «приймав жінок як студентів юридичного факультету» вже починаючи з 1869; університет Мічигану і Юридична школа університету Бостона, яка почала допускати жінок в 1872. «У 1878 дві жінки успішно пред'явили позов, щоб бути допущеними до першого класу в Юридичній школі Гастингса», однією з яких була Клара С. Фолц. Елен Спенсер Массі і Ема Джиллєтт заснували Вашингтонську Юридичну школу для жінок і чоловіків в 1898 (тепер відому як Вашингтонський коледж права).
Складність отримання юридичної освіти жінками була далі загострена тим фактом, що федеральні суди не дозволяли жінкам виступати в ролі адвокатів, який був продемонстрований у відомій справі Bradwell v. Illinois, в якій позивачем було залучено Міру Бредвіль. Федеральні суди згодом були відкриті для жінок у 1878 завдяки успішній кампанії Белви Енн Локвуд.
Елітні юридичні школи залишилися закритими для жінок деякий час. Підштовхнута рухом суфражисток за жінок Гарвардська школа права почала розглядати питання допуску жінок в 1899, але без успіху. Частково у відповідь на натиски руху суфражисток і небажання елітних юридичних шкіл відчинити свої двері, у Бостоні в 1908 році була заснована Юридична школа Portia, яка пізніше стала Школою права Нової Англії і була єдиною юридичною школою на той час, де навчались одні тільки жінки. У 1915, через тривалу відмову Гарварду допускати жінок, була заснована Кембриджська юридична школа для жінок — як альтернатива елітним юридичним школам, що мала стати «майже точною копією Гарвардської школи права, наскільки це було можливим». Перша світова війна підбадьорила рух до визнання жінок в юридичних школах, і в 1918 Юридична школа Фордхем і Єльська школа права почали допускати жінок. Юридична школа Північно-східного університету почала допускати жінок в 1923. Гарвардська школа права не допускала жінок до 1950. У 1966, Юридична школа Нотр-Дам почала допускати жінок.

## Особливі професійні досягнення в юридичній школі
У кожній американській юридичній школі існують такі види професійних досягнень:
- 1. Членство в юридичному журналі або робота редактором (відповідно до оцінок та/або за результатами письмового конкурсу). Це важливо принаймні з трьох причин. По-перше, тому що це визначається або оцінками, або письмовими здібностями, членство є індикатором доброї успішності.[32] Це веде до другої причини, яка полягає у тому, що потенційні роботодавці іноді враховують членство в юридичному журналі при працевлаштуванні.[32] По-третє, це дає можливість працювати в рамках стипендіальних програм та публікувати власні наукові праці.[32] У більшості юридичних шкіл є провідний журнал, зазвичай названий за принципом "назва школи Law Review " (наприклад, Harvard Law Review — хоча деякі школи називають свій провідний журнал «School name Law Journal», напр., Yale Law Journal), який публікує статті з усіх галузей права, і один або декілька спеціалізованих журналів, які публікують статті тільки з окремих галузей (наприклад, Harvard Journal of Law & Technology).
- 2. Участь або суддівство у навчальному судовому процесі (Moot court) (з використанням усної та письмової аргументації). Успіх у такому процесі дає можливість виділитись у ролі судового оратора і забезпечує практичне навчання, якого часто бракує членам юридичного журналу.[33] Навчальний суд і пов'язані з ним види діяльності, такі як Судова адвокатура (Trial Advocacy) і Врегулювання спорів (Dispute Resolution), можуть зацікавити роботодавців, які шукають працівників на роботу, пов'язану з судовими тяжбами, наприклад до офісу окружного прокурора.
- 3. Членство та суддівство в інсценованому судовому процесі (Mock trial) (з використанням навичок захисту у суді) також можуть виділити того, хто показав себе як видатного захисника і допоможуть розвинути навички, необхідні на практиці, які часто цінні роботодавцям.
- 4. Почесний орден (Order of the Coif).

## Робота секретарем (клерком) у суді штату чи федеральному суді
На основі своїх професійних досягнень як студента, а також сприятливих рекомендацій викладачів деякі студенти отримують одно- чи дворічну секретарську роботу з суддею після вручення диплому. [42] Для початку такої роботи зараз все більше стають необхідними кілька років приватної практики. Робота секретарем може бути у суддів штату або федеральних суддів.
Вказана робота має на меті набуття нещодавнім випускником досвіду роботи з суддею. Часто клерки беруть участь у значних дослідженні в області права, виконують письмову роботу, допомагають судді дійти юридичного висновку в деяких справах, складають проекти висновків на основі рішень судді. Робота клерком апеляційного суду, хоча зазвичай і більш престижна, не завжди дає багатий практичний досвід повсякденної роботи адвоката у приватній практиці. Середнього рівня правник може дістати набагато більше з секретарської роботи на рівні суду першої інстанції, де він або вона буде дізнаватися про методи роботи, маючи справу з адвокатами, і вивчати, як суд першої інстанції працює всередині. Адвокату не важливий престиж, якщо справа стосується досвіду.

## Робота секретарем Верховного суду США
Деякі випускники юридичної школи в змозі працювати помічником для одного з суддів у Верховному Суді (кожна інстанція бере двох — чотирьох клерків на рік). Часто ці клерки — випускники елітних юридичних шкіл, з Гарварда, Єльського, Чиказького, Мічиганського університетів, Університету Колумбії, Університету Вірджинії і Стенфорду. Суддя Кларенс Томас — головний виняток із правила, що судді наймають клерків з елітних шкіл; він пишається відбором клерків з неголовних шкіл, і публічно зазначив, що його клерки зазнали нападу в Інтернеті як «третьосортні». Клерки Верховного Суду служили в суді нижчої інстанції, часто протягом року з висококваліфікованим суддею суду федерального округу (таким, як судді Алекс Козинський, Майкл Латтиг, Дж. Харві Уілкінсон, Девід Тэтель, Річард Познер та інші). Це — можливо, найбільш добірне і престижне місце, яке може отримати нещодавній випускник. Клерків Верховного Суду часто високо цінують юридичні фірми, уряд та юридичні школи. Юридичні фірми дають клеркам Верховного Суду бонус у 250000 дол. за підписання контракту з їх фірмою. Переважна більшість клерків Верховного Суду стає академіками в елітних юридичних школах, йде в приватну практику адвокатами апеляційних судів або займає добірні урядові посади.

## Дискусії щодо американських юридичних шкіл

### Статистика зайнятості і зарплат
Різні автори сперечаються щодо кількості часу, потрібного випускникам юридичної школи, щоб знайти роботу після завершення вузу.

### Негативне висвітлення в Нью-Йорк Таймс
За Останні роки американські юридичні школи стали предметом ряду критичних статей в популярних оглядах новин, що розпочинаються зі статей New York Times Девіда Сігала. У цих статтях розповідається про борги випускників юридичних шкіл, труднощі пошуку роботи за спеціальністю і недостатню практичну підготовку в американських юридичних школах.
У більш нових публікаціях відзначається, що випускники зазвичай все ж краще забезпечені у фінансовому відношенні, ніж вони були б, якби не навчалися в юридичній школі, незважаючи на проблеми, що стоять перед новими випускниками.

### Судові справи, пов'язані з американською юридичною освітою
У 2011 декільком юридичним школам пред'явили позов за шахрайство і за повідомлення неправдивої статистики працевлаштування. Більшість цих позовів були відхилені по суті.
У 1995 Міністерство юстиції Сполучених Штатів пред'явило позов до Американської асоціації адвокатів, акредитаційної інстанції американських юридичних шкіл, за звинуваченням у порушенні Антимонопольного закону Шермана. Рішення у справі заборонило Асоціації використовувати зарплату викладачів або керівництва як критерій акредитації.

### Політичний баланс
Ліберальні викладачі стверджують, що існує консервативний ухил в юридичних школах, зокрема у сфері права та економіки, господарського права. Ліберали також виступають на підтримку політики рівних можливостей, щоб збільшити представництво жінок і меншин серед студентів юридичних факультетів.
Консервативні викладачі стверджують, що лібералів більшість серед викладачів елітних юридичних шкіл.

## Рейтинг юридичної школи
Є декілька різних рейтингів серед юридичних шкіл, кожен з різним акцентом і різною методологією. Більшість зосереджується на «внутрішніх» показниках вузу або на результатах його діяльності (тобто, результатах незабаром після вручення дипломів). В цілому ці рейтинги спірні, немає універсально визнаного авторитетного рейтингу.
U.S. News and World Report регулярно видають список «100 найкращих юридичних шкіл», складений на основі різних якісних і кількісних показників, наприклад, вступних балів студента та середнього балу, репутації, витрат на студента і так далі. Цей рейтинг значною мірою звертають увагу на вступ — студентські екзаменаційні відмітки і бали, витрати юридичної школи — але включає такі результат, як доступ до адвокатури і зайнятість одразу після вручення дипломів. Цей рейтинг великою мірою звертає увагу на характеристики студентів. Оцінки за характеристики високо корелюються з оцінками характеристик попередніх років і не відображають зміни якості юридичної школи впродовж довгого часу.

### U.S. News ранжування та доходи
Випускники найкращих 14 юридичних шкіл схильні мати вищий дохід, в середньому, чим випускники нижчих 190 юридичних шкіл і випускники з вищим середнім балом мають вищий дохід, ніж студенти з нижчим. Навіть випускники не елітних юридичних шкіл, які склали іспит і працюють повний робочий день, як правило, заробляють близько 100,000$ в рік впродовж семи років після здобуття вищої освіти юридичної школи.
Не ясно, чи забезпечує навчання у більш високо оціненій юридичній школі більший дохід, ніж закінчення нижче оцінюваної юридичної школи. Одне дослідження припускає, що у студентів досягнення, дохід і результати працевлаштування кращі у юридичних шкіл нижчого рангу, ніж у вище оцінюваних юридичних школах — тобто нижче оцінювані юридичні школи можуть зробити більше, щоб поліпшити результати, чим вище оцінювані школи.

## Акредитовані штатом школи
Багато шкіл уповноважені або акредитовані державою, і деякі безперервно існують понад 95 років. Більшість розташовано в Алабамі, Арізоні, Каліфорнії, Массачусетсі, Пенсільванії і Теннессі, і в Пуерто-Рико. Деякі акредитовані штатами юридичні школи продовжують лишатися не акредитованими ААА, експериментуючи з нижчої ціною.
Випускники не акредитованих юридичних шкіл мають набагато нижчі випускні показники, ніж такі ж випускники акредитованих юридичних шкіл в тому ж самому штаті.

## Не акредитовані школи
Деякі школи не акредитовані штатом або Американською асоціацією адвокатів. Більшість розташовано в Каліфорнії. Такі школи в Каліфорнії зареєстровані і ліцензовані Комітетом екзаменаторів адвокатів адвокатури штату Каліфорнія, але не акредитовані ним. Їх студенти першого курсу зобов'язані скласти іспит першого курсу, який дозволяє їм продовжити навчання. Випускники цих шкіл можуть складати іспит на вступ до адвокатури штату Каліфорнія. Як тільки вони пройдуть іспит, їм надають ліцензію на практику як адвокату в Каліфорнії. Однак багато інших юрисдикцій не дозволяють випускникам не уповноважених юридичних шкіл складати такий іспит.